# Індиго (фільм)
«Індиго» (рос. Индиго) — російський фантастичний трилер 2008 року кінокомпанії «Каропрокат», зрежисований Романом Пригуновим. Прем'єра в Україні, Росії та світі — 26 березня 2008 року. Кошторис — $2 500 000. Касові збори — $4.675.000.

## Сюжет
Компанія звичайних на вигляд підлітків ховається від сторонніх очей на даху московської багатоповерхівки. Шукати самоти і триматися разом їх змушує обраність. Вони — діти індиго, люди майбутнього: відчувають небезпеку, розуміють мову тварин, читають думки і пам'ятають свої минулі життя. Їхня унікальність лякає одних і захоплює інших. Вони не дають спокою батькам, вчителям, лікарям, пресі і міліції.
Лідер хлопців-індиго Андрій Каляєв б'є тривогу, коли один за одним починають пропадати його друзі. Розплутуючи клубок загадкових і страшних подій, Андрій приходить до висновку, що всі зниклі в місті за останній час підлітки — індиго. У невідомих сил свої плани на майбутнє цього світу. І той, хто відкрив полювання на людей майбутнього, вміє їх знаходити. Для того щоб врятуватися, Андрію, його дівчині Тані та їхнім друзям доведеться застосувати всі свої здібності. Але індиго занадто вільні, щоб боятися, і занадто незалежні, щоб йти на поводу. Вони візьмуть гру в свої руки.

## Виробництво
Фільм отримав нагороду в 2009 році «MTV-Россия». На цьому ж фестивалі Артем Ткаченко, який зіграв роль Павла, був визнаний кращим лиходієм.

### Неточності
У розмові по телефону Андрій повідомляє Павлу, що прийде в шортах, але коли зустріч відбулася, на ньому сірі штани.
В одній зі сцен Андрій розмовляє з батьками по телефону вночі, в той час як у них за вікном світло.

## Сприйняття
У Росії фільм зібрав $4 675 200. Фільм подивилося приблизно 641,2 тис. глядачів. У 2009 році фільм отримав нагороду «MTV-Россия».
Думка рецензентів про фільм була вкрай негативна. За даними агрегатора оцінок вітчизняних і зарубіжних критиків, російські критики в середньому оцінили фільм в 38 зі 100 балів, закордонні — в 13 зі 100.